# سیارک ۳۹۶۷۸
سیارک ۳۹۶۷۸ (به انگلیسی: 39678 Ammannito، نامگذاری:1996LQ1) سی و نه هزار و ششصد و هفتاد و هشتمین سیارک کشف شده‌است که در ۱۲ ژوئن ۱۹۹۶ کشف شد.